# Georgia Douglas Johnson
Georgia Blanche Camp Douglas Johnson, más conocida como Georgia Douglas Johnson (Atlanta, Estados Unidos; 10 de septiembre de 1880 - Washington D. C., 14 de mayo de 1966), fue una poeta, una de las primeras dramaturgas afroestadounidenses, e importante participante del denominado renacimiento de Harlem.

## Primeros años
Johnson nació en Atlanta, Georgia, hija de Laura Douglas y George Camp (el último nombre de su madre está listado en otras fuentes como Jackson). Su madre era de ascendencia africana y de nativos americanos, y su padre era también de ascendencia africano e inglés.
Camp vivió gran parte de su infancia en Rome, Georgia. Recibió su educación tanto en Roma como en Atlanta, donde destacó en lectura, declamación y educación física. También aprendió a tocar el violín. Desarrolló un interés por la música durante toda su vida, que plasmó en sus obras de teatro, en las que hace un claro uso de la música sacra.
Se graduó en la Escuela Normal de la Universidad de Atlanta en 1896 y dio clases en Marietta, Georgia. En 1902 abandonó su carrera docente para dedicarse a la música, asistiendo al Conservatorio de Música de Oberlin, en Ohio. Escribió música desde 1898 hasta 1959. Tras estudiar en Oberlin, Johnson regresó a Atlanta, donde fue nombrada subdirectora de una escuela pública.

## Matrimonio y familia
El 28 de septiembre de 1903, Douglas contrajo matrimonio con Henry Lincoln Johnson (1870-1925), un abogado de Atlanta y destacado miembro del partido republicano que era diez años mayor que ella.[cita requerida] Douglas y Johnson tuvieron dos hijos, Henry Lincoln Johnson, Jr. y Peter Douglas Johnson (fallecido en 1957). En 1910 se trasladaron a Washington, DC, ya que su marido había sido nombrado registrador de Actas del Distrito de Columbia, un puesto de patrocinio político bajo el mandato del presidente republicano William Howard Taft. Aunque la ciudad tenía una activa vida cultural entre la élite de color, estaba lejos del centro literario de Harlem, en Nueva York, por el que Douglas se había sentido atraída.
La vida marital de Douglas se vio afectada por su ambición de escribir, ya que su marido no apoyaba su pasión literaria, insistiendo en que dedicara más tiempo a ser ama de casa que a publicar poesía. Sin embargo, más tarde le dedicó dos poemas, "The Heart of a Woman" (1918) y "Bronze" (1922), que fueron elogiados por su calidad literaria. Los años que siguen el paso de su marido, Douglas luchó para mantener la capacidad de mantener un suficiente pagando posición, tan durante los últimos 50 años de su vida, Johnson vivió y trabajado para ser capaz a financieramente sobrevivir mientras apoyando el crecimiento de sus niños dentro de las calles de Washington, D.C. Como último gesto de despedida de la lealtad y el servicio de su marido tardío, Presidente Calvin Coolidge un miembro dedicado del partido Republicano, Johnson nombrado el Comisario de posición de Conciliación dentro del Departamento de Trabajo.

## Carrera

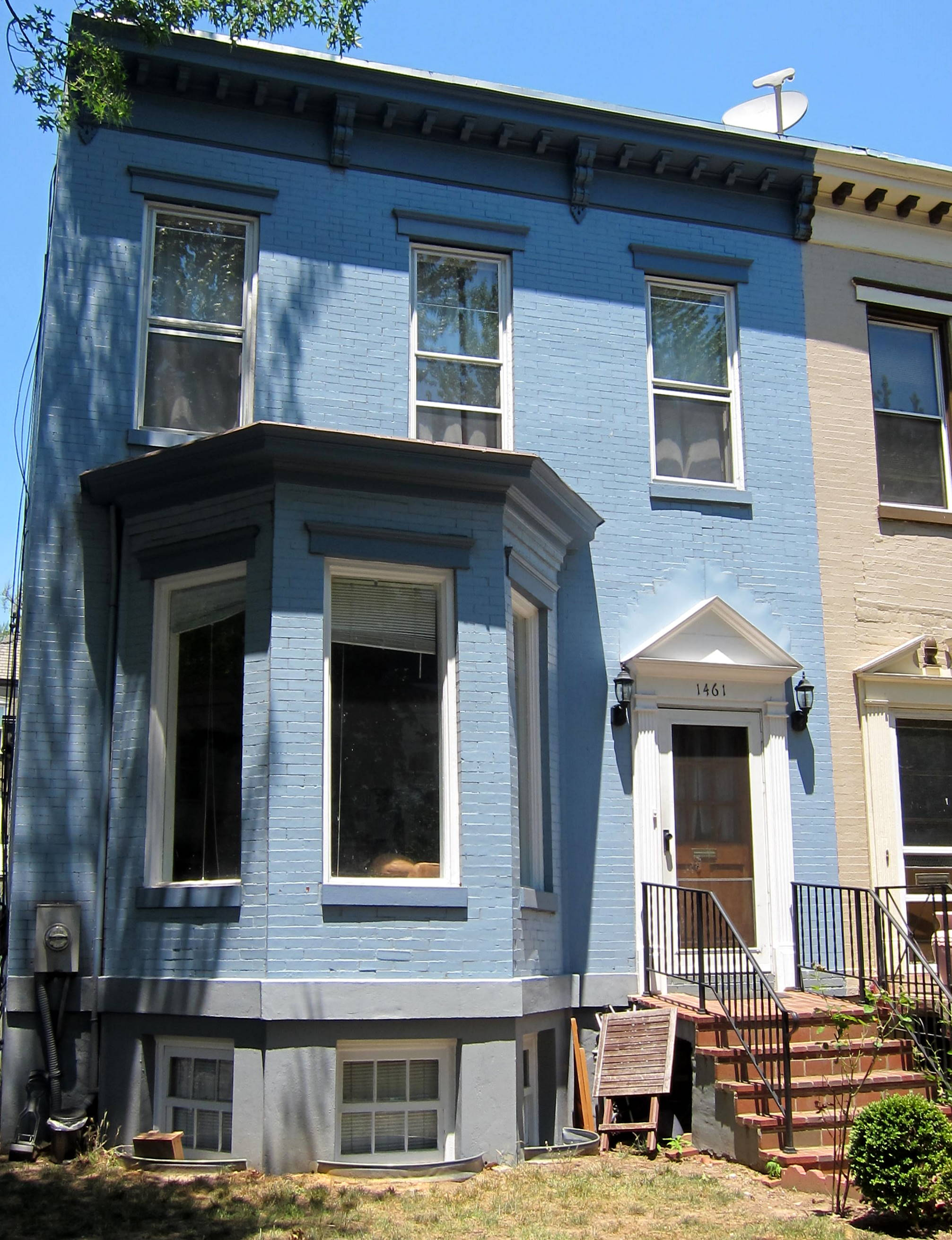
El Washington, D.C. anterior, residencia de Georgia Douglas Johnson y sitio del S Calle Salón, un importante literario salón del Harlem Renacimiento

El marido de Johnson aceptó una cita como el Registrador de Acciones de Presidente de Estados Unidos William Howard Taft, y el familiar movido a Washington, D.C., en 1910. Sea durante este periodo que Johnson empezó para escribir poemas e historias. Abone un poema escrito por William Stanley Braithwaite sobre un aumentó tendido por un niño, cuando su inspiración para sus poemas. Johnson también escribió canciones, juegos, cuentos, música enseñada, y actuado como un organista en su Congregational iglesia.

### Poesía
Empiece para entregar poemas a diarios y revistas pequeñas. Su primer poema estuvo publicado en 1905 en la revista literaria La Voz del Negro, aunque su primera colección de los poemas no fue publicados hasta que 1916. Publique cuatro volúmenes de poesía, empezando en 1916 con El Corazón de una Mujer. Sus poemas son a menudo descritos como femeninos y "ladylike" o "raceless" y el uso titula tal "Fe", "Juventud", y "Alegría". Sus poemas aparecieron en asuntos múltiples de La Crisis, una revista publicada por el NAACP y fundado por W. E. B. Du Bois. "Llamando los sueños" estuvo publicado con el enero de 1920 edición, "Tesoro" en julio de 1922, y "A Vuestros Ojos" en noviembre de 1924. Johnson viajó extensamente en la década de 1920 para dar recitales de poesía. En 1934 pierda su trabajo en el Departamento de Trabajo y regresado a de apoyo ella con trabajo clerical provisional.

#### Corazón de una Mujer
Johnson era bien reconocido por sus poemas en El Corazón de una Mujer, publicado en 1918. Explora temas significativos para mujeres durante El Harlem Renacimiento como aislamiento, loneliness, dolor, amor y la función de ser una mujer durante este tiempo. Otros poemas en esta colección constan de motherly preocupaciones.
El Corazón de una Mujer
Georgia Douglas Johnson
El corazón de una mujer va adelante con el alborear,
Como pájaro solitario, blando winging, tan restlessly encima,
Lejos o'er vida' torretas y valles vague
En el despertar de aquellos repite la casa de llamadas del corazón.
El corazón de unas caídas de mujer atrás con la noche,
E introduce alguna jaula de alienígena en su plight,
E intenta olvidarlo ha soñado de las estrellas
Mientras rompe, roturas, roturas en las barras de anidar.

#### Bronce
El bronce de Johnson tuvo un tema popular de asuntos raciales durante este tiempo así como el tema continuo de Johnson de maternidad y siendo una mujer de color. Muchos temas similares como su trabajo anterior. En el prefacio de Broncea diga: "Quienes saben qué significa para ser un colored mujer en 1922- saberlo no tanto de hecho tan en sentir...."

[1]
Llamando Sueños
El correcto de hacer mis sueños vienen ciertos,
Pregunto, nay, reclamo de vida;
Ni destino mortífero contraband
Impede Mis pasos, ni countermand;
Demasiado mucho tiempo mi corazón contra la tierra
Tiene batió el dusty años alrededor;
Y ahora extensamente aumento! Despierto!
Y zancada a la rotura de mañana!

### Juegos
Johnson era una figura bien sabida en el movimiento de teatro negro nacional y era un patrocinador “cultural importante” en el vigésimo siglo temprano, reuniendo e inspirando los intelectuales y artistas quién generó el grupo próximo de teatro negro y aumentando educación (16). Johnson escribió sobre 28 juegos. Los penachos estuvo publicado bajo el Templo de John del seudónimo. Muchos de sus juegos nunca fueron publicados debido a su género y carrera. Gloria Hull está abonado con el rediscovery de muchos de los juegos de Johnson. Los 28 juegos que escriba estuvo dividido a cuatro secciones: "Juegos de Vida Primitiva", "Juegos de Medianos Negro Vida", "Juegos de Linchamiento" y "Juegos Radiofónicos". Muchos de sus juegos están perdidos. La primera sección, "Juegos de Vida Primitiva", presenta Penachos y Sangre Azules, el cual estuvo publicado y producido durante Johnson lifetime.
En 1926, el juego de Johnson "la sangre Azul" ganó honorable mencionar en el concurso de obra de la Oportunidad. Sus Penachos "de juego" también ganados en la misma competición en 1927. Johnson era uno de las mujeres únicas cuyo trabajo estuvo publicado en Alain Locke Juegos de antología de Negro Vida: Una Fuente-Libro de Obra americana Nativa. Johnson typescripts para 10 de sus juegos son en colecciones en instituciones académicas. Azul-Eyed el chico Negro es un 1930 género de linchamiento el juego escrito para convencer Congreso para pasar anti-leyes de linchamiento. Este juego sabido menor premiered en Xoregos Actuando el programa de la compañía: "Canciones del Harlem Río" en el sueño de Ciudad de Nueva York Arriba Festival, de agosto 30 a septiembre 6, 2015. "Canciones del Harlem el río" también abrió el Langston Hughes Festival en Reinas, Nueva York, encima febrero 13, 2016.